# Bandicota savilei
Bandicota savilei är en däggdjursart som beskrevs av Thomas 1916. Bandicota savilei ingår i släktet bandicootråttor och familjen råttdjur. Internationella naturvårdsunionen kategoriserar arten globalt som livskraftig. Inga underarter finns listade.
Artepitetet i det vetenskapliga namnet hedrar den brittiska mecenaten Leopold H. Savile.
Denna gnagare förekommer i Sydostasien från centrala Myanmar över Thailand till Vietnam. Den saknas på Malackahalvön. Arten vistas främst i låglandet. Bandicota savilei undviker skogar och lever främst i öppna habitat. Den är vanlig i jordbruksområden.
Individerna når en kroppslängd (huvud och bål) av 10 till 23 cm, en svanslängd av 7,5 till 19,5 cm och en vikt mellan 200 och 320 gram. Den borstiga pälsen har på ovansidan en rödbrun färg som är blandat med många svarta hår. På undersidan är pälsen brun till- gråaktig. De stora öronen är på baksidan bra täckt med hår. Svansen har ibland en vit spets. Artens fötter är smalare än hos andra medlemmar av samma släkte.
Bandicota savilei gräver bon vid torra platser som ligger maximal 46 cm under markytan. Den skapar stigar genom växtligheten. Enligt de få studier som finns sker fortplantningen i mars under den torra perioden. Vissa honor kan ha en tidigare kull. Honan föder 3 till 10 ungar per kull.
Arten är ett känt skadedjur på majs och andra odlade växter. Den äter till exempel unga plantor av ärtväxten Vigna mungo.